# Крания (дем Темпа)
Вижте пояснителната страница за други значения на Крания.
Крания (на гръцки: Κρανιά, катаревуса Κρανέα, Кранеа) е село в Република Гърция, област Тесалия, дем Темпа. Селото има население от 212 души, предимно власи.

## Личности
Родени в Крания
- Константинос Гарполас (1790 – 1848), гръцки издател и печатар

Свързани с Крания
- Александрос Гарполас (1820 – ?), гръцки печатар
- Милтиадис Гарполас (1823 – 1910), гръцки печатар
- Софоклис Гарполас (1833 – 1911), гръцки журналист